# Horisme falcata
Horisme falcata är en fjärilsart som beskrevs av Bang-haas 1907. Horisme falcata ingår i släktet Horisme och familjen mätare. Inga underarter finns listade i Catalogue of Life.